# Rábagyarmat
Rábagyarmat è un comune dell'Ungheria di 886 abitanti (dati 2001). È situato nella contea di Vas.